# Charlotte Bonnet
Charlotte Laëtitia Julie Bonnet Desplanches (nacida Charlotte Laëtitia Julie Bonnet; Enghien-les-Bains, 14 de febrero de 1995) es una gendarme y deportista francesa que compitió en natación, especialista en el estilo libre. Está casada con el nadador suizo Jérémy Desplanches.
Participó en tres Juegos Olímpicos de Verano, obteniendo una medalla de bronce en Londres 2012, en la prueba de 4 × 200 m libre, el octavo lugar en Río de Janeiro 2016 (200 m libre) y el octavo en Tokio 2020 (4 × 200 m libre).
Ganó dos medallas de bronce en el Campeonato Mundial de Natación, en los años 2013 y 2019, y una medalla de bronce en el Campeonato Mundial de Natación en Piscina Corta de 2014.
Además, obtuvo once medallas en el Campeonato Europeo de Natación entre los años 2016 y 2022, y diez medallas en el Campeonato Europeo de Natación en Piscina Corta entre los años 2012 y 2023.

## Palmarés internacional
| Juegos Olímpicos                    | Juegos Olímpicos        | Juegos Olímpicos  | Juegos Olímpicos       |
| Año                                 | Lugar                   | Medalla           | Prueba                 |
| ----------------------------------- | ----------------------- | ----------------- | ---------------------- |
| 2012                                | Londres (Reino Unido)   | Medalla de bronce | 4 × 200 m libre        |
| Campeonato Mundial                  |                         |                   |                        |
| Año                                 | Lugar                   | Medalla           | Prueba                 |
| 2013                                | Barcelona (España)      | Medalla de bronce | 4 × 200 m libre        |
| 2019                                | Gwangju (Corea del Sur) | Medalla de bronce | 4 × 100 m libre mixto  |
| Campeonato Mundial en Piscina Corta |                         |                   |                        |
| Año                                 | Lugar                   | Medalla           | Prueba                 |
| 2014                                | Doha (Catar)            | Medalla de bronce | 4 × 50 m estilos       |
| Campeonato Europeo                  |                         |                   |                        |
| Año                                 | Lugar                   | Medalla           | Prueba                 |
| 2016                                | Londres (Reino Unido)   | Medalla de bronce | 200 m libre            |
| 2016                                | Londres (Reino Unido)   | Medalla de bronce | 4 × 100 m libre        |
| 2018                                | Glasgow (Reino Unido)   | Medalla de oro    | 200 m libre            |
| 2018                                | Glasgow (Reino Unido)   | Medalla de oro    | 4 × 100 m libre        |
| 2018                                | Glasgow (Reino Unido)   | Medalla de oro    | 4 × 100 m libre mixto  |
| 2018                                | Glasgow (Reino Unido)   | Medalla de bronce | 100 m libre            |
| 2021                                | Budapest (Hungría)      | Medalla de bronce | 4 × 100 m libre        |
| 2022                                | Roma (Italia)           | Medalla de oro    | 4 × 100 m libre mixto  |
| 2022                                | Roma (Italia)           | Medalla de plata  | 100 m libre            |
| 2022                                | Roma (Italia)           | Medalla de plata  | 4 × 100 m estilos      |
| 2022                                | Roma (Italia)           | Medalla de plata  | 4 × 200 m libre mixto  |
| Campeonato Europeo en Piscina Corta |                         |                   |                        |
| Año                                 | Lugar                   | Medalla           | Prueba                 |
| 2012                                | Chartres (Francia)      | Medalla de plata  | 200 m libre            |
| 2012                                | Chartres (Francia)      | Medalla de bronce | 100 m libre            |
| 2013                                | Herning (Dinamarca)     | Medalla de plata  | 200 m libre            |
| 2017                                | Copenhague (Dinamarca)  | Medalla de oro    | 200 m libre            |
| 2017                                | Copenhague (Dinamarca)  | Medalla de bronce | 4 × 50 m estilos       |
| 2017                                | Copenhague (Dinamarca)  | Medalla de bronce | 4 × 50 m estilos mixto |
| 2023                                | Otopeni (Rumania)       | Medalla de oro    | 100 m estilos          |
| 2023                                | Otopeni (Rumania)       | Medalla de plata  | 200 m estilos          |
| 2023                                | Otopeni (Rumania)       | Medalla de plata  | 4 × 50 m estilos mixto |
| 2023                                | Otopeni (Rumania)       | Medalla de bronce | 4 × 50 m libre mixto   |